# Pristimantis pulvinatus
Espèce
Synonymes
- Eleutherodactylus pulvinatus Rivero, 1968

Statut de conservation UICN

 LC  : Préoccupation mineure
Pristimantis pulvinatus est une espèce d'amphibiens de la famille des Craugastoridae.

## Répartition
Cette espèce se rencontre du niveau de la mer à 1 600 m d'altitude dans le plateau des Guyanes :
- au Venezuela dans l'État de Bolívar ;
- au Guyana ;
- en Guyane.

Sa présence est incertaine au Suriname et au Brésil.

## Description
Les mâles mesurent de 23,0 à 26,1 mm.

## Publication originale
- Rivero, 1968 : A new species of Eleutherodactylus (Amphibia, Salientia) from the Guayana region, Estado Bolivar, Venezuela. Breviora, no 306, p. 1-11 (texte intégral).